# ルクレツィア・トルナブオーニ
ルクレツィア・トルナブオーニ （Lucrezia Tornabuoni、1427年6月22日 - 1482年3月28日）は、中世イタリアの詩人。メディチ家当主ピエロ・ディ・コジモ・デ・メディチの妻。メディチ家の重要人物として影響力を持った。自作の詠唱を集めた『讃歌』（Le laudi）を出版した。

## 子女
1444年に結婚したピエロとの間に6子をもうけ、4人が成人した。
- ビアンカ（1445年 - 1505年）- グリエルモ・デ・パッツィの妻
- ナンニーナ（1448年 - 1493年） - ベルナルド・ルチェライの妻
- ロレンツォ（1449年 - 1492年） - イル・マニフィコと呼ばれたメディチ家当主
- ジュリアーノ（1453年 - 1478年） - パッツィ家の陰謀により殺害
- メアリー (1455年 - 1479年) - レオネット・デ・ロッシの妻
- 出産直後に死亡した男児双子２人